# Nailpin
Nailpin est un groupe belge de punk rock. En octobre 2009, ils annoncent une pause indéfinie.

## Historique
Nailpin est formé le 1er mai 2001. Le premier single, Movin' Out, publié en 2003, atteint la 45e place des classements belges l'année suivante.
En mai 2004, Nailpin sort son tout premier album, intitulé 12 to Go, au label Avex Trax, produit par Oscar Holleman, et commence ses débuts internationaux. En mars 2005, le groupe s'envole pour le Japon jouant en soutien pendant la tournée mondiale de la chanteuse Avril Lavigne. Entre mars et juin 2005, les membres retournent en studio pour enregistrer leur deuxième album, White Lies and Butterflies et sera publié fin de 2005. 
En février 2006, Niko Van Driessche quitte le groupe pour attirer l'attention sur son nouveau groupe, Mid Air Collision. Après, Sean Dhondt quitte son poste de batteur pour devenir chanteur. Ce dernier est au sein de Manœuvres, un quintet issu du Nord de la Belgique. Toujours en 2006, le groupe publie son deuxième album, White Lies and Butterflies. Un clip de la chanson homonyme est tourné à Las Vegas, aux États-Unis. Il comprend le single Worn Out, classé 91e des classements néerlandais pendant une semaine, et qui permet au groupe d'être nommé d'un TMF Award dans la catégorie de meilleur clip national,. Le single They Don't Know se place 6e des classements belges.
Le 1er octobre 2009, ils annoncent qu'ils allaient faire une pause mais qui est d'une durée inconnue puisque leur dernier concert avait été effectuée avant la pause et a eu lieu le 11 décembre à Saint-Nicolas. Comme cadeau d'adieu aux fans, une chanson inédite, A Glimpse Is By Definition Impermanent, est facilement téléchargeable sur le compte MySpace du groupe Nailpin.

## Distinctions
- 2006 : meilleur clip national (pour Worn Out) (nommé)[10]
- 2007 : meilleur artiste rock national
- 2008 : meilleure clip rock (pour The Edning)
- 2009 : meilleure rock national

## Membres

### Derniers membres
- Sean Dhondt - chant,  batterie
- Dave Colman - guitare
- Shaun of Stone - chant
- Christophe Todts - chant, basse

### Ancien membre
- Niko Van Driessche (2003-février 2006)

## Discographie

### Albums studio
- 2004 : 12 to Go
- 2006 : White Lies and Butterflies
- 2008 : III

### Singles
- 2003 : Movin' On
- 2004 : Together
- 2005 : Shortcut
- 2005 : Endless Conversations
- 2006 : Worn Out
- 2006 : What Are You Waiting for
- 2007 : They Don't Know
- 2008 : This Coma
- 2008 : The Ending
- 2008 : It's Allright
- 2008 : The Quiet Shutdown